# Javier Llabrés Expósito
Javier " Javi " Llabrés Expósito (nascut l'11 de setembre de 2002) és un futbolista balear que juga principalment d'extrem esquerre al CE Eldenc, cedit pel RCD Mallorca.

## Carrera de club
Nascut a Inca, Mallorca, Illes Balears, Llabrés es va formar com a juvenil al RCD Mallorca. El març del 2019, quan encara era juvenil, va signar un contracte de cinc anys amb el club.
Llabrés va debutar amb el filial el 29 de novembre de 2020, entrant com a substitut a la segona part en un empat 0-0 a casa contra el CF Sant Rafel de Tercera Divisió. Va marcar el seu primer gol el 19 de desembre, marcant el segon de l'equip B en una golejada per 6-0 contra el Club Santa Catalina Atlètic i posteriorment va esdevenir un titular habitual de l'equip B.
Llabrés va debutar amb el primer equip amb els mallorquinistes l'1 de desembre de 2021, començant com a titular en una victòria fora de casa per 2-0 davant la Gimnástica Segoviana CF a la Copa del Rei de la temporada. Va marcar el seu primer gol amb l'equip el 16 de desembre, el cinquè del seu equip en una golejada per 6-0 contra la UD Llanera també a la Copa estatal.
Llabrés va debutar professionalment i a la Lliga el 2 de gener de 2022, substituint Lee Kang-in en una derrota a casa per 0-1 davant el FC Barcelona. Tres dies després, va donar dues assistències en una victòria per 2-1 a la SD Eibar que va classificar el Mallorca per als vuitens de final de la Copa del Rei.
El 18 de gener de 2023, després de només 16 minuts d'acció durant la primera meitat de la temporada, Llabrés va ser cedit al CD Mirandés de Segona Divisió fins al juny. Va marcar el seu primer gol com a professional el 17 d'abril, marcant el de la victòria en un 2-1 a casa seva davant el Llevant UE.